# Robert Jowitt Whitwell
Robert Jowitt Whitwell (Kendal, 31 agosto 1859 – 15 maggio 1928) è stato un medievista, lessicografo e latinista britannico.

## Biografia
Figlio di Mary Ann Jowitt ed Edward Whitwell., trascorse l'adolescenza a Kendal, comunità che il fratello maggiore John rappresentò alla Camera dei Comuni dal 1868 al 1880. Nell'aprile del 1884, Robert sposò Louisa Crommelin Brown, originaria di Glasgow, con la quale ebbe due figlie femmine e un maschio.
Nel 1898, la coppia si trasferì al numero 70 di Banbury Road,  a Oxford a pochi passi dall'abitazione di James Murray, allora direttore dell'Oxford English Dictionary. Nel 1914 la loro figlia minore Louisa Crommelin Roberta Jowitt Whitwell sposò Hastings Russell, marchese di Tavistock, che si era laureato in storia a Oxford. Robert morì nel maggio del 1928, mentre sua moglie Louisa si spense nel gennaio del 1945.

## Attività
Ancora residente a Kendal, all'età di vent'anni si offrì di collaborare come volontario all'OED al propose circa 17.000 citazioni di tesi latini, raccolte dal 1879 al 1884; quando il primo volume fu pubblicato quattro anni più tardi, aveva il settimo più elevato numero di errori, pari a 33.000 per 17.000 citazioni.
La sua vita accademica presso l'Università di Oxford gli permise comunque di conseguire il baccellierato in lettere al Corpus Christi College per diventare poi associato al New College. Nel 1901 fu nominato segretario onorario della Oxford Architectural and Historical Society, e, nel 1907, fu nominato tutor di storia moderna al pari di colleghi come HWC Davis, G. Baskerville, F. Madan, RL Poole, R. Rait e AL Smith.
Nel 1913, chiese in forma scritta alla British Academy di utilizzare il terzo Congresso Internazionale di Studi Storici -che si svolgeva ogni cinque anni e cadeva proprio in quei mesi- per proporre la stesura di "un adeguato e dizionario completo della lingua, basato sulle migliori autorità e redatto secondo i principi delle scienze moderne" con la collaborazione di "studiosi storici di tutti i Paesi". Il dizionario standard del latino medievale doveva avrebbe dovuto mandare in soffitta il Glossarium di Du Cange risalente al 1678. La sua petizione fu firmata da 82 studiosi britannici, inclusi i redattori dell'Oxford English Dictionary, e Whitwell fu debitamente autorizzato a esporre il suo progetto editoriale in occasione della prima sessione plenaria del congresso, tenutasi nella Great Hall della Lincoln's Inn.
Lo storico americano J. Franklin Jameson, che era relatore al Congresso, intuì che il compito che Whitwell immaginava «non poteva essere intrapreso, auspicabilmente, con risorse meno imponenti di quelle dell'Unione Internazionale delle Accademie». Lo scoppio della prima guerra mondiale rese impossibile la necessaria cooperazione internazionale fra le varie accademie, ma nel 1920 fu proprio l'Union académique internationale a riprendere le redini del progetto.

Alla sua morte nel maggio del 1928, era già stato avviato un coordinamento operativo fra soggetti accademici di più di dieci Paesi. Charles Johnson dichiarò al sesto Congresso Internazionale di Studi Storici:
(Charles Johnson, British Work on the Mediaeval Latin Dictionary, 1928)